# 条裂垂花报春
条裂垂花报春（学名：Primula cawdoriana）为报春花科报春花属下的一个种。

## 扩展阅读
維基物種上的相關：条裂垂花报春